# Nati nel 1999/Aprile
| Questa pagina contiene informazioni ricavate automaticamente dalle voci biografiche con l'ausilio del template Bio e di un bot. L'aggiornamento è periodico e automatico e ricostruisce completamente la pagina. Se manca una persona in questa lista, sei pregato di non aggiungerla, ma accertati piuttosto che la sua voce biografica contenga il template Bio e che i dati anagrafici siano correttamente compilati. Se il template Bio manca, inseriscilo tu stesso o, in alternativa, metti l'avviso {{tmp\|Bio}} che ne segnala la mancanza. Se i dati riportati sono sbagliati, correggi direttamente la voce biografica; le modifiche saranno visibili in questa lista entro pochi giorni. Per chiarimenti vedi il progetto biografie. La lista contiene solo le 394 persone che sono citate nell'enciclopedia e per le quali è stato implementato correttamente il template Bio. Pagina aggiornata al 18 ago 2025. |

- 1º aprile - Gaia Colli, mezzofondista e fondista di corsa in montagna italiana
- 1º aprile - Gabe Davis, giocatore di football americano statunitense
- 1º aprile - Vadim Dijinari, calciatore moldavo
- 1º aprile - Brenno, calciatore brasiliano
- 1º aprile - Bruno Fuchs, calciatore brasiliano
- 1º aprile - Danny Gray, giocatore di football americano statunitense
- 1º aprile - Walker Little, giocatore di football americano statunitense
- 1º aprile - Vitinho, calciatore brasiliano
- 1º aprile - Jacob Phillips, giocatore di football americano statunitense
- 1º aprile - Kurt Shaw, calciatore maltese
- 1º aprile - Freddy Enrique Vargas Piñero, calciatore venezuelano
- 2 aprile - Hamed Al-Ghamdi, calciatore saudita
- 2 aprile - Sümeyye Aydoğan, attrice turca
- 2 aprile - Elaine, cantante sudafricana
- 2 aprile - Makenson Gletty, multiplista francese
- 2 aprile - Hamza Rafia, calciatore tunisino
- 2 aprile - Emil Ruusuvuori, tennista finlandese
- 2 aprile - Taufee Skandari, calciatore afghano
- 2 aprile - Hsu Yu-hsiou, tennista taiwanese
- 2 aprile - Chandler Zavala, giocatore di football americano statunitense
- 3 aprile - Mark Donovan, ciclista su strada britannico
- 3 aprile - Brandon Horvath, cestista statunitense
- 3 aprile - Mikkel Hyllegaard, calciatore danese
- 3 aprile - Mert Müldür, calciatore turco
- 3 aprile - Christopher Olivares, calciatore peruviano
- 3 aprile - Sopuruchukwu Onyemaechi, calciatore nigeriano
- 3 aprile - Adrianna Sułek, multiplista polacca
- 3 aprile - Jarred Vanderbilt, cestista statunitense
- 3 aprile - Calboy, rapper e cantante statunitense
- 4 aprile - Alexander Ahl Holmström, calciatore svedese
- 4 aprile - Husniddin Aliqulov, calciatore uzbeko
- 4 aprile - Keely Cashman, sciatrice alpina statunitense
- 4 aprile - João Coelho, velocista portoghese
- 4 aprile - Milan Corryn, calciatore belga
- 4 aprile - Ezequiel Escobar, calciatore uruguaiano
- 4 aprile - Yūya Fukuda, calciatore giapponese
- 4 aprile - Emelie Henning, ex sciatrice alpina svedese
- 4 aprile - Ron-Thorben Hoffmann, calciatore tedesco
- 4 aprile - Kim Kuk-hyang, tuffatrice nordcoreana
- 4 aprile - Samuelu Malo, calciatore samoano
- 4 aprile - Janserik Maratkhan, calciatore mongolo
- 4 aprile - Adónios Mérlos, altista greco
- 4 aprile - Axel Norén, calciatore svedese
- 5 aprile - Victor Caixeta, ballerino brasiliano
- 5 aprile - Noura Ennadi, ostacolista marocchina
- 5 aprile - Johanna Greber, ex sciatrice alpina austriaca
- 5 aprile - Jang Min-hee, arciera sudcoreana
- 5 aprile - Jan Král, calciatore ceco
- 5 aprile - Tōjirō Kubo, calciatore giapponese
- 5 aprile - Gabriel Novaes, calciatore brasiliano
- 5 aprile - Lorenzo Quartucci, ciclista su strada italiano
- 5 aprile - Simona Radiș, canottiera rumena
- 5 aprile - Josiah Scott, giocatore di football americano statunitense
- 5 aprile - Christian Sánchez, calciatore peruviano
- 5 aprile - Mio Yūki, attrice, modella e personaggio televisivo giapponese
- 6 aprile - Chituru Ali, velocista italiano
- 6 aprile - Jennifer Boldini, pallavolista italiana
- 6 aprile - Florian Dauphin, ciclista francese
- 6 aprile - Sercan Demir, ginnasta turco
- 6 aprile - Oğuz Kağan Güçtekin, calciatore turco
- 6 aprile - Kings Kangwa, calciatore zambiano
- 6 aprile - Amine Khammas, calciatore belga
- 6 aprile - Louis King, cestista statunitense
- 6 aprile - Iago López, calciatore spagnolo
- 6 aprile - Erick Japa, calciatore dominicano
- 6 aprile - Agron Rufati, calciatore macedone
- 6 aprile - Jozo Stanić, calciatore croato
- 6 aprile - Milton Williams, giocatore di football americano statunitense
- 7 aprile - Marcelo Allende, calciatore cileno
- 7 aprile - Zachary Carter, giocatore di football americano statunitense
- 7 aprile - Martina Fassina, cestista italiana
- 7 aprile - Justo Giani, calciatore argentino
- 7 aprile - Ricardo Grigore, calciatore rumeno
- 7 aprile - Mihajlo Ivančević, calciatore serbo
- 7 aprile - Kristófer Kristinsson, calciatore islandese
- 7 aprile - Benedetta Lommi, calciatrice italiana
- 7 aprile - Matheus Alexandre, calciatore brasiliano
- 7 aprile - Jakub Moder, calciatore polacco
- 7 aprile - Pedro Molina, pallavolista portoricano
- 7 aprile - Danilo Pereira da Silva, calciatore brasiliano
- 7 aprile - Conner Rayburn, attore e doppiatore statunitense
- 7 aprile - Kevin Sabatucci, pilota motociclistico italiano
- 7 aprile - Élie Youan, calciatore francese
- 8 aprile - Muzoon Almellehan, attivista siriana
- 8 aprile - Bilal Bayazit, calciatore olandese
- 8 aprile - Catherine Bellis, ex tennista statunitense
- 8 aprile - Jiří Boula, calciatore ceco
- 8 aprile - José Gomes, calciatore guineense
- 8 aprile - CeeDee Lamb, giocatore di football americano statunitense
- 8 aprile - Sergio López, calciatore spagnolo
- 8 aprile - Eric Meza, calciatore argentino
- 8 aprile - Eneji Moses, calciatore nigeriano
- 8 aprile - Ty Panitz, attore statunitense
- 9 aprile - Saddiq Bey, cestista statunitense
- 9 aprile - Maurice Calloo, cestista canadese
- 9 aprile - Nemanja Dragutinović, calciatore bosniaco
- 9 aprile - Ikhsan Fandi, calciatore singaporiano
- 9 aprile - Isaac Hempstead-Wright, attore inglese
- 9 aprile - Lil Nas X, rapper e cantautore statunitense
- 9 aprile - Aljaž Jarc, ex ciclista su strada sloveno
- 9 aprile - Sergej Kutuzov, lottatore russo
- 9 aprile - Chiello, cantautore e rapper italiano
- 9 aprile - Stanley Nsoki, calciatore francese
- 9 aprile - Eugenia Pompanin, hockeista in-line e ex hockeista su ghiaccio italiana
- 9 aprile - Miguel Reisinho, calciatore portoghese
- 9 aprile - Martin Rymarenko, calciatore slovacco
- 9 aprile - Apostolos Stamatelopoulos, calciatore australiano
- 9 aprile - Anamaria Vartolomei, attrice rumena
- 9 aprile - Lucho Vega, calciatore argentino
- 9 aprile - Nick Venema, calciatore olandese
- 9 aprile - Rúben Vinagre, calciatore portoghese
- 9 aprile - Kiana Williams, cestista statunitense
- 10 aprile - Tahnoon Al-Zaabi, calciatore emiratino
- 10 aprile - Andrei Dumiter, calciatore rumeno
- 10 aprile - Luis Grijalva, mezzofondista guatemalteco
- 10 aprile - Samuel Petráš, calciatore slovacco
- 10 aprile - Chanum Velieva, lottatrice russa
- 11 aprile - Abdallah Ali Mohamed, calciatore comoriano
- 11 aprile - Karolina Bielawska, modella polacca
- 11 aprile - Marco Cicchetti, atleta paralimpico italiano
- 11 aprile - Nicolás Cordero, calciatore argentino
- 11 aprile - Yianni Diakomihalis, lottatore statunitense
- 11 aprile - Clyde Edwards-Helaire, giocatore di football americano statunitense
- 11 aprile - Radek Farský, cestista ceco
- 11 aprile - Martin Graiciar, ex calciatore ceco
- 11 aprile - Atia Koogo, mezzofondista ghanese
- 11 aprile - Patryk Makuch, calciatore polacco
- 11 aprile - Carlton Martial, giocatore di football americano statunitense
- 11 aprile - Warren McClendon, giocatore di football americano statunitense
- 11 aprile - Jessica Roberts, ciclista su strada e pistard britannica
- 11 aprile - Njegoš Sikiraš, cestista bosniaco
- 12 aprile - Aya Furukawa, attrice giapponese
- 12 aprile - Enyinnaya Godswill, calciatore nigeriano
- 12 aprile - Camilla Huseby, calciatrice norvegese
- 12 aprile - Carolin Lippert, ex sciatrice alpina tedesca
- 12 aprile - Clech Loufilou, calciatore gabonese
- 12 aprile - Damarri Mathis, giocatore di football americano statunitense
- 12 aprile - Marcos Mina, calciatore colombiano
- 12 aprile - Teresa Runggaldier, sciatrice alpina italiana
- 12 aprile - S1mba, rapper zimbabwese
- 12 aprile - Adrián Slávik, calciatore slovacco
- 12 aprile - Stanley Umude, cestista statunitense
- 12 aprile - Denys Ustymenko, calciatore ucraino
- 12 aprile - Elliot Vaillancourt, sciatore freestyle canadese
- 12 aprile - Alisher Yergali, lottatore kazako
- 12 aprile - Rafael Elias, calciatore brasiliano
- 12 aprile - Dar'ja Čikunova, nuotatrice russa
- 13 aprile - Dan Added, tennista francese
- 13 aprile - Alessandro Bastoni, calciatore italiano
- 13 aprile - Kurt Cassar, cestista maltese
- 13 aprile - Valerija Chanina, ginnasta ucraina
- 13 aprile - Joseph Colley, calciatore svedese
- 13 aprile - François Dulysse, calciatore statunitense
- 13 aprile - Erison, calciatore brasiliano
- 13 aprile - Jonathan González, calciatore statunitense
- 13 aprile - Braian Salvareschi, calciatore argentino
- 13 aprile - András Schäfer, calciatore ungherese
- 14 aprile - Nicolás Acevedo, calciatore uruguaiano
- 14 aprile - Mattéo Guendouzi, calciatore francese
- 14 aprile - Hrvoje Ilić, calciatore croato
- 14 aprile - Dalton Keene, giocatore di football americano statunitense
- 14 aprile - Réka Lelik, cestista ungherese
- 14 aprile - Sibusiso Mabiliso, calciatore sudafricano
- 14 aprile - Fabio Mazzucco, ciclista su strada italiano
- 14 aprile - Jan Ostrowski, calciatore lussemburghese
- 14 aprile - Modibo Sagnan, calciatore francese
- 14 aprile - Raffaele Serio, canottiere italiano
- 14 aprile - Anita Simoncini, cantante sammarinese
- 14 aprile - Axel Urie, calciatore centrafricano
- 14 aprile - Chase Young, giocatore di football americano statunitense
- 14 aprile - Monica Zanoner, sciatrice alpina italiana
- 15 aprile - Mathilde Bourdieu, calciatrice francese
- 15 aprile - Sofiane Briki, cestista francese
- 15 aprile - Jesús Bueno, calciatore venezuelano
- 15 aprile - Stefania Constantini, giocatrice di curling italiana
- 15 aprile - Niamh Farrelly, calciatrice irlandese
- 15 aprile - Finley Gaio, ostacolista e multiplista svizzero
- 15 aprile - Madison Lilley, pallavolista statunitense
- 15 aprile - Akzhol Makhmudov, lottatore kirghiso
- 15 aprile - Roni Medeiros de Moura, calciatore brasiliano
- 15 aprile - Rahis Nabi, calciatore pakistano
- 15 aprile - Philip Otele, calciatore nigeriano
- 15 aprile - Cade Otton, giocatore di football americano statunitense
- 15 aprile - Yossiana Pressley, pallavolista statunitense
- 15 aprile - Denis Shapovalov, tennista canadese
- 15 aprile - Andrei Vlad, calciatore rumeno
- 15 aprile - Dalton Wilkins, calciatore neozelandese
- 15 aprile - Zagir Šachiev, lottatore russo
- 15 aprile - Domagoj Šarić, ex cestista croato
- 16 aprile - Carla Campra, attrice e modella spagnola
- 16 aprile - Wendell Carter, cestista statunitense
- 16 aprile - Stanislav Ivanov, calciatore bulgaro
- 16 aprile - Orest Kostyk, calciatore ucraino
- 16 aprile - Karolina Kumięga, ciclista su strada e pistard polacca
- 16 aprile - Conor Leahy, pistard e ciclista su strada australiano
- 16 aprile - Krešimir Nikić, cestista croato
- 16 aprile - Lisette Olivera, attrice statunitense
- 16 aprile - Hannes Wolf, calciatore austriaco
- 17 aprile - Nicolas Claxton, cestista americo-verginiano
- 17 aprile - Beatrice Del Pero, cestista italiana
- 17 aprile - Mohammed Salisu, calciatore ghanese
- 17 aprile - Samantha Kerr, calciatrice scozzese
- 17 aprile - Kazuto Kotaka, pilota automobilistico giapponese
- 17 aprile - Vederian Lowe, giocatore di football americano statunitense
- 17 aprile - Eros Mancuso, calciatore argentino
- 17 aprile - Andrea Miklós, velocista rumena
- 17 aprile - Matthew Richardson, pistard australiano
- 17 aprile - Dominik Štumberger, calciatore croato
- 17 aprile - Adam Walton, tennista australiano
- 17 aprile - Ben Wiles, calciatore inglese
- 18 aprile - Michael Andrew, nuotatore statunitense
- 18 aprile - Mekhi Becton, giocatore di football americano statunitense
- 18 aprile - Tobias Børkeeiet, calciatore norvegese
- 18 aprile - Ben Brereton, calciatore cileno
- 18 aprile - Deyna Castellanos, calciatrice venezuelana
- 18 aprile - Bahaa Mamdouh, calciatore qatariota
- 18 aprile - Dominik Plechatý, calciatore ceco
- 18 aprile - Tomás Rossi, calciatore argentino
- 18 aprile - Serena Rossini, schermitrice italiana
- 18 aprile - Ward Vanhoof, ciclista su strada belga
- 19 aprile - Margielyn Didal, skater filippina
- 19 aprile - Sofiane Djeffal, calciatore francese
- 19 aprile - Luguentz Dort, cestista canadese
- 19 aprile - Colton Dowell, giocatore di football americano statunitense
- 19 aprile - Jérôme Déom, calciatore belga
- 19 aprile - Jaylon Johnson, giocatore di football americano statunitense
- 19 aprile - Michael Johnston, calciatore irlandese
- 19 aprile - Franklin Lewis, calciatore olandese
- 19 aprile - Corentin Moutet, tennista francese
- 19 aprile - Tre Norwood, giocatore di football americano statunitense
- 19 aprile - Warren O'Hora, calciatore irlandese
- 19 aprile - Geno Stone, giocatore di football americano statunitense
- 19 aprile - Gustav Rosberg Vøllo, sciatore alpino norvegese
- 19 aprile - Đoàn Văn Hậu, calciatore vietnamita
- 20 aprile - Sergio Barreto, calciatore argentino
- 20 aprile - Jaquan Brisker, giocatore di football americano statunitense
- 20 aprile - Jake Camarda, giocatore di football americano statunitense
- 20 aprile - Agustín Dattola, calciatore argentino
- 20 aprile - Santiago Franco, ex calciatore uruguaiano
- 20 aprile - Ladislav Krejčí, calciatore ceco
- 20 aprile - Andreas Sargent Larsen, tuffatore danese
- 20 aprile - Giorgio Antonio del Liechtenstein, principe liechtensteinese
- 20 aprile - Alexandre Maltauro Neto, giocatore di calcio a 5 brasiliano
- 20 aprile - Anna Patten, calciatrice irlandese
- 20 aprile - Fabio Quartararo, pilota motociclistico francese
- 20 aprile - Lukáš Rousek, hockeista su ghiaccio ceco
- 20 aprile - Hannah Sæthereng, sciatrice alpina norvegese
- 21 aprile - Paweł Adamski, pattinatore di short track polacco
- 21 aprile - Alexander Alvarado, calciatore ecuadoriano
- 21 aprile - Rafael Bilú, calciatore brasiliano
- 21 aprile - Šeriddin Boboev, calciatore tagiko
- 21 aprile - Godfried Frimpong, calciatore olandese
- 21 aprile - Edgar López, calciatore messicano
- 21 aprile - Lucrezia Magistris, sollevatrice italiana
- 21 aprile - Géraldine Reuteler, calciatrice svizzera
- 21 aprile - Fabio Rothmund, ex giocatore di football americano svizzero
- 21 aprile - Luk'a Silagadze, calciatore georgiano
- 21 aprile - Cmqmartina, cantautrice italiana
- 21 aprile - Richmond Tachie, calciatore tedesco
- 21 aprile - Tadas Vaičiūnas, cestista lituano
- 21 aprile - Alex Ward, giocatore di football americano statunitense
- 21 aprile - Tainara de Souza da Silva, calciatrice brasiliana
- 22 aprile - Martin Bednár, calciatore slovacco
- 22 aprile - Álex Collado, calciatore spagnolo
- 22 aprile - Klejdi Daci, calciatore albanese
- 22 aprile - Thando Dlodlo, velocista sudafricano
- 22 aprile - Niamh Emerson, multiplista britannica
- 22 aprile - Arttu Heinonen, calciatore finlandese
- 22 aprile - Juan Camilo Hernández, calciatore colombiano
- 22 aprile - Ranko Jokić, calciatore serbo
- 22 aprile - Auriana Lazraq-Khlass, multiplista francese
- 22 aprile - Rhys Norrington-Davies, calciatore gallese
- 22 aprile - Wesley Ribeiro Silva, calciatore brasiliano
- 22 aprile - Toni Ročak, cestista croato
- 22 aprile - Tadija Tadić, cestista serbo
- 22 aprile - Charlotte Voll, calciatrice tedesca
- 22 aprile - Ondřej Zmrzlý, calciatore ceco
- 22 aprile - Jordan, calciatore brasiliano
- 23 aprile - Troy Andersen, giocatore di football americano statunitense
- 23 aprile - Liam Cullen, calciatore gallese
- 23 aprile - Majja Doroško, sincronetta russa
- 23 aprile - Matías Faber, calciatore uruguaiano
- 23 aprile - Peyton Hendershot, giocatore di football americano statunitense
- 23 aprile - Elias Huber, snowboarder tedesco
- 23 aprile - Sergo K'ukhianidze, calciatore georgiano
- 23 aprile - Laufey, cantautrice e musicista islandese
- 23 aprile - Adam Namouchi, artista marziale tunisino
- 23 aprile - Goni Naor, calciatore israeliano
- 23 aprile - Luca Ranieri, calciatore italiano
- 23 aprile - Carlos Vicente Robles, calciatore spagnolo
- 23 aprile - Benjamin Straight, giocatore di football americano austriaco
- 24 aprile - Brandon Aiyuk, giocatore di football americano statunitense
- 24 aprile - Radu Boboc, calciatore rumeno
- 24 aprile - Palkó Dárdai, calciatore tedesco
- 24 aprile - Vlad Dragomir, calciatore rumeno
- 24 aprile - Valentine Fortin, pistard e ciclista su strada francese
- 24 aprile - Josh Hayes, giocatore di football americano samoano americano
- 24 aprile - Mads Jensen, pallavolista danese
- 24 aprile - Jerry Jeudy, giocatore di football americano statunitense
- 24 aprile - Edmund Lalrindika, calciatore indiano
- 24 aprile - Jonathan Leko, calciatore inglese
- 24 aprile - Ochaun Mathis, giocatore di football americano samoano americano
- 24 aprile - Daniel Paraschiv, calciatore rumeno
- 24 aprile - Raul Gustavo, calciatore brasiliano
- 24 aprile - Jackson Kenio Santos Laurentino, calciatore brasiliano
- 24 aprile - Lenny Vallier, calciatore francese
- 24 aprile - Wenderson Oliveira do Nascimento, calciatore brasiliano
- 24 aprile - Salah Zakaria, calciatore qatariota
- 24 aprile - Ziyu He, violinista cinese
- 24 aprile - Mario Ćuže, calciatore croato
- 25 aprile - Syahrian Abimanyu, calciatore indonesiano
- 25 aprile - Cacá, calciatore brasiliano
- 25 aprile - Betim Fazliji, calciatore kosovaro
- 25 aprile - Marcus Kleveland, snowboarder norvegese
- 25 aprile - Oskar Kwiatkowski, snowboarder polacco
- 25 aprile - Olimpiu Moruțan, calciatore rumeno
- 25 aprile - Alfredo Sirica, compositore, pianista e arrangiatore italiano
- 25 aprile - Avery Skinner, pallavolista statunitense
- 25 aprile - Azzeddine Toufiqui, calciatore francese
- 25 aprile - Carlos Vázquez, calciatore cubano
- 26 aprile - Bryce Baringer, giocatore di football americano statunitense
- 26 aprile - Nemanja Celic, calciatore austriaco
- 26 aprile - Jake Heyward, mezzofondista britannico
- 26 aprile - Vítězslav Hornig, biatleta ceco
- 26 aprile - Carlos Huerto, calciatore peruviano
- 26 aprile - Antti-Jussi Juntunen, ciclista su strada, ciclocrossista e mountain biker finlandese
- 26 aprile - Mauro Luna Diale, calciatore argentino
- 26 aprile - Cade Mays, giocatore di football americano statunitense
- 26 aprile - Aleksandr Petrov, ex pattinatore artistico su ghiaccio russo
- 26 aprile - Kobie Turner, giocatore di football americano statunitense
- 26 aprile - Luca Ursano, mezzofondista italiano
- 26 aprile - Bailey Zappe, giocatore di football americano statunitense
- 27 aprile - Joel Asoro, calciatore svedese
- 27 aprile - Joe Bell, calciatore neozelandese
- 27 aprile - Mauro Brasil, calciatore uruguaiano
- 27 aprile - Ola Brynhildsen, calciatore norvegese
- 27 aprile - Ljubomir Epitropov, nuotatore bulgaro
- 27 aprile - Mathilde Gros, pistard francese
- 27 aprile - Leanne Kiernan, calciatrice irlandese
- 27 aprile - Brooklynn Proulx, attrice canadese
- 27 aprile - Petra Pusztai, cestista ungherese
- 27 aprile - Piotr Pyrdoł, calciatore polacco
- 27 aprile - Christopher Rahming, calciatore bahamense
- 27 aprile - Scarlit Scandal, attrice pornografica statunitense
- 27 aprile - Alessandro Sibilio, ostacolista e velocista italiano
- 27 aprile - Leon Simioni, giocatore di football americano svizzero
- 27 aprile - Sambou Sissoko, calciatore francese
- 27 aprile - Matías Soto, tennista cileno
- 27 aprile - Robin Wilzeck, ex giocatore di football americano tedesco
- 28 aprile - Serkan Asan, calciatore turco
- 28 aprile - Tomáš Bárta, ciclista su strada e pistard ceco
- 28 aprile - Christian Capone, calciatore italiano
- 28 aprile - Valdimar Þór Ingimundarson, calciatore islandese
- 28 aprile - Amir Kahrimanović, calciatore croato
- 28 aprile - Andrij Kulakov, calciatore ucraino
- 28 aprile - KZ Okpala, cestista statunitense
- 28 aprile - Silje Opseth, saltatrice con gli sci norvegese
- 28 aprile - Antonio Puppio, ex ciclista su strada italiano
- 28 aprile - Lorenzo Sperotto, pallavolista italiano
- 28 aprile - Alex Vigo, calciatore argentino
- 28 aprile - István Váncza, lottatore ungherese
- 29 aprile - Malek Baayou, calciatore tunisino
- 29 aprile - Mojmír Chytil, calciatore ceco
- 29 aprile - Sébastien Grignard, ciclista su strada belga
- 29 aprile - Gabriel Gudmundsson, calciatore svedese
- 29 aprile - Abraham Guem, atleta sudsudanese
- 29 aprile - Luk'a Gugeshashvili, calciatore georgiano
- 29 aprile - Callum Scott Howells, attore britannico
- 29 aprile - Mohamed Kamara, calciatore sierraleonese
- 29 aprile - Bo Kanda Lita Baehre, astista tedesco
- 29 aprile - Filippo Magli, ciclista su strada italiano
- 29 aprile - Elena Micheli, pentatleta italiana
- 29 aprile - Mateo Retegui, calciatore argentino
- 29 aprile - Vladyslav Vakula, calciatore ucraino
- 30 aprile - Jonathan Amon, calciatore statunitense
- 30 aprile - Idar Andersen, ex ciclista su strada norvegese
- 30 aprile - Thomas Basila, calciatore francese
- 30 aprile - Daniel Bielica, calciatore polacco
- 30 aprile - Ange Capuozzo, rugbista a 15 italiano
- 30 aprile - Remina Chiba, calciatrice giapponese
- 30 aprile - Petra Farkas, lunghista ungherese
- 30 aprile - Sidonie Fiadanantsoa, ostacolista malgascia
- 30 aprile - Jorden van Foreest, scacchista olandese
- 30 aprile - Thomas Gallo, rugbista a 15 argentino
- 30 aprile - Noah Gray, giocatore di football americano statunitense
- 30 aprile - JuVaughn Harrison, altista e lunghista statunitense
- 30 aprile - Moritz Jenz, calciatore tedesco
- 30 aprile - Jacklyn Luu, nuotatrice artistica statunitense
- 30 aprile - Tomás Ribeiro, calciatore portoghese
- 30 aprile - Callum McCowatt, calciatore neozelandese
- 30 aprile - Carlos Gabriel Moreira de Oliveira, calciatore brasiliano
- 30 aprile - Ibrahim Tanko, calciatore ghanese
- 30 aprile - Azri Ghani, calciatore malaysiano
- 30 aprile - Adrian Șut, calciatore rumeno